# تیراندازی پادگان نیروی هوایی محمودآباد مازندران
تیراندازی پادگان نیروی هوایی محمودآباد روز ۱۹ مرداد ماه ۱۳۹۸ در پی درگیری میان مأموران پایگاه نیروی هوایی ارتش ایران با غیرنظامیانی که قصد اجرای حکم دستگاه قضایی مازندران را داشتند، رخ داد. در این واقعه نیروهای فرودگاه نظامی بیشه‌کلا (متعلق به ارتش جمهوری اسلامی ایران) اقدام به تیراندازی به سوی غیرنظامیان کردند که در نتیجه آن دو نفر از کارگران حاضر در محل کشته و چهار نفر زخمی شدند.
پیش از این رخداد تعدادی از اهالی روستای بیشه‌کلا و پایگاه نیروی هوایی بر سر مالکیت زمین «شهرک قصر دریا» اختلاف داشتند. دربارهٔ حکم دادگاه خبرگزاری‌ها و مسئولان دولتی سخنان متناقضی گفته‌اند. دادستان نظامی استان، رحیم رحیمی میلاشی، و خبرگزاری فارس روایت می‌کنند این زمینی که در تصرف پادگان نیروی هوایی ارتش بود را طبق دادخواست شاکیان محلی، دادگاه رسیدگی کرد و درنتیجه دادرسی پادگان ارتش را محکوم و خلع ید کرد و این حکم در دادگاه تجدید نظر نیز باز هم تأیید شد.
اما در سخنانی دیگر معاون سیاسی استاندار، حسین حسن‌نژاد، به ایرنا گفته‌است: «بخشی از آن [زمین] در تصرف فرودگاه و بخش دیگر آن در تصرف شهرک قصر دریاست. در نهایت نیز دادگاه حکم به محکومیت هر دو داد و بر اساس آن، بخشی از زمین فرودگاه که در تصرف شهرک بود، باید به فرودگاه واگذار و بخشی که فرودگاه تصرف کرده بود، باید به شهرک بازگردانده می‌شد.»
در روز ۱۹ مرداد ۱۳۹۸ مأموران قضایی برای اجرای حکم در محل حاضر شدند، به ادعای خبرگزاری فارس فرمانده پادگان اجازه خواست تا با مافوقش در تهران هماهنگ کند، اما تهران (ستاد فرماندهی نیروی هوایی ارتش) اجازه این کار را به او نداد، مأموران قضایی هم صورت‌جلسه کردند و محل را ترک کردند. پس از این، درگیری بین شاکیان و نیروهای پادگان صورت گرفت.
در ویدئویی که از این حادثه منتشر شده شهروندانی دیده می‌شوند که در کنار یک دستگاه لودر و بلوک‌های سیمانی ایستاده‌اند و برخی از آنها به سمت مقابل خود سنگ‌پرانی می‌کنند. در این ویدئو صدای تیراندازی به وضوح شنیده می‌شود. به گفته دادستان نظامی مازندران پس از پرتاب سنگ از سوی کارگران، نیروهای پادگان شروع به تیراندازی هوایی کردند و سپس به سوی کارگران تیراندازی کردند. درنتیجه تیراندازی دو مرد میانسال از کارگران کشته شده و ۴ نفر زخمی شدند. در پی این رخداد ۸ نفر از پرسنل پایگاه نیروی هوایی ارتش دستگیر شدند. نیروی هوایی ارتش ایران در بیانیه‌ای روز بعد از حادثه مدعی شد «زمین غیرهم‌سطح باعث اصابت گلوله به مردم در حادثه بیشه‌کلا شد.»

## شرح رویداد
در ساعات ابتدایی پس از حادثه خبرگزاری‌های داخلی ایران تیراندازی از سوی نیروهای نظامی را در پی «هجوم غیرقانونی و خودسرانه عده‌ای به اراضی پادگان» خوانده بودند و پایگاه انتخاب از تیتر «زمین‌خواران به دنبال باند فرودگاه» استفاده کرد. اما در ساعات بعد به تدریج روایت دقیق‌تری در خبرگزاری‌ها منتشر شدند.
در فیلم‌های منتشر شده از درگیری دیده می‌شود که گروهی غیرنظامی با بولدوزر و بیل و کلنگ در حاشیه یک محوطه قرار گرفته و برخی از آنان در حال پرتاب سنگ و آجر به سمت دیگر هستند. سپس صدای گلوله شنیده می‌شود. تصاویر شماری از سربازان نیروهای هوایی که دچار آسیب شده‌اند نیز در شبکه‌های اجتماعی منتشر شد.
خبرگزاری فارس به نقل از منابع محلی خود نوشت زمانی که مالکان خواستند وارد زمین‌شان شوند ابتدا تیر هوایی شلیک شد و پس از وارد شدن مالکان به منطقه نظامی نیروهای ارتشی به تیراندازی به‌سوی مالکان پرداختند که ۲ نفر در دم جان باخته و ۴ نفر مجروح شدند.
رحیم رحیمی میلاشی، دادستان نظامی استان مازندران، به ایسنا گفت: «[روز حادثه] مأموران انتظامی در معیت نماینده دادگاه جهت جانمایی و چگونگی اجرای حکم قاضی دادگاه عمومی و انقلاب محمودآباد دربارهٔ آزادسازی بخشی از زمین‌های پایگاه هوایی ارتش در روستای بیشه کلا بخش سرخرود که به نفع یکی از اهالی روستا صادر شده بود، ضمن ابلاغ موضوع به فرمانده پایگاه، در محل حاضر می‌شوند. پس از ممانعت صورت گرفته، صاحب ملک در اقدامی خودسرانه و تحریک آمیز همراه با کارگران به سوی عوامل پایگاه سنگ‌پرانی می‌کنند که در نتیجه مأموران نیز اقدام به تیراندازی هوایی نموده و با توجه به ادامه تعرض مبادرت به تیراندازی می‌کنند».
روابط عمومی نیروی هوایی ارتش روز بعد از حادثه در بیانیه‌ای نوشت:
کارکنان و سربازان برای ممانعت از ادامه این تعرض به پادگان با وجود تجهیزات حساس هوایی و جلوگیری از خلع سلاح و احتمال تسخیر پادگان، پس از مجروحیت ناشی از ضرب و شتم، اقدام به شلیک هوایی هشدار کردند که با توجه به وجود زمین‌های غیر همسطح، متأسفانه بر حسب اتفاق دو تن از افراد حاضر در صحنه درگیری بر اثر اصابت گلوله فوت کردند.— روابط عمومی نهاجا، 

### کشته‌شدگان
جان باختگان این تیراندازی دو مرد میانسال (از کارگران ساختمانی) بودند. خبرگزاری فارس نام آنها را «احمدپور» و «منجمیان» گزارش کرد.

## پیامدها و واکنش‌ها
حسین حسن‌نژاد، معاون سیاسی-امنیتی استان مازندران، روز حادثه به تلویزیون دولتی ایران گفت: «در پی تنش به‌وجود آمده در اجرای رأی قطعی دستگاه قضایی در حوزه سرخرود متأسفانه این اقدام منجر شد یگان فرودگاه بیشه‌سر اقدام به تیراندازی به سمت معترضان کند. در این حادثه ۲ نفر جان باختند و ۴ نفر نیز مصدوم و به بیمارستان منتقل شدند.» او از دستگیری ۸ نفر از عاملان این رخداد خبر داد و گفت: «این رویداد سیاسی نبوده و هیچ ارتباطی به مسئله زمین‌خواری هم ندارد بلکه تنها مرتبط با اجرای یک حکم قضایی بوده‌است.»
احمد حسین‌زادگان، استاندار استان مازندران، ساعاتی بعد از حادثه ضمن ابراز همدردی با خانواده کشته‌شدگان گفت: «نشست شورای تأمین استان مازندران به صورت فوق‌العاده با حضور همه اعضا برای بررسی ابعاد این حادثه تشکیل شد و در این نشست ضمن تأکید بر برخورد شدید قانونی با عاملان این حادثه، رئیس سازمان قضایی نیروهای مسلح، مسئول بررسی ابعاد این حادثه شد.»
واگذاری این پرونده به سازمان قضائی نیروهای مسلح به این معناست که از نظر شورای تأمین استان مازندران نیز عامل ایجاد این درگیری و تیراندازی «مأموران نیروی هوایی ارتش» هستند که پایگاه هوائی ارتش در حاشیه روستای بیشه کلا مستقرند.
رحیمی میلاشی، دادستان نظامی مازندران، روز بعد از حادثه بدون اشاره به تعداد افراد دستگیر شده گفت: «متهمان با قرار مناسب بازداشت شده‌اند.»

### بیانیه ارتش
روابط عمومی نیروی هوایی ارتش روز بعد از حادثه در بیانیه‌ای ادعا کرد رهاسازی اراضی باید با کسب مجوز از مراتب سازمانی نیروهای مسلح صورت گیرد. در این بیانیه آمده‌است: «با توجه به وجود زمین‌های غیر همسطح، متأسفانه بر حسب اتفاق دو تن از افراد حاضر در صحنه درگیری بر اثر اصابت گلوله فوت کردند.»

## پیشینه اختلاف قضایی
رحیم رحیمی میلاشی، دادستان نظامی استان مازندران، به ایسنا دربارهٔ دلیل وقوع این حادثه گفت: «اختلاف ملکی بین اهالی منطقه بیشه کلا و پایگاه هوایی ارتش بوده و روز حادثه مأموران انتظامی و نماینده دادگاه قصد داشتند تا نسبت به اجرای حکم دادگاه که به نفع یکی از اهالی روستا بیشه کلا و در آزادسازی بخشی از زمین‌های پایگاه هوایی ارتش صادر شده بود، اقدام کنند که با ممانعت نیروهای پایگاه مواجه می‌شوند.»
خبرگزاری فارس به نقل از منابع محلی خود نوشت درگیری خونین در محمودآباد بر اثر مالکیت «شهرک قصر دریا» صورت گرفته، مالکان مدعی‌اند که زمین برای آنهاست و از سوی دستگاه قضایی نیز حکم دارند اما نیروی هوایی ارتش اجازه ورود مالکان به زمین را نمی‌دهند. ظاهراً ۶ هزار متر مربع زمینی که در تصرف پادگان نیروی هوایی ارتش بود را طبق دادخواست شاکیان، دادگاه رسیدگی کرد و پادگان ارتش را محکوم و خلع ید کرد حتی در دادگاه تجدید نظر نیز باز هم ارتش محکوم شد. به‌دنبال این حکم، اجراییه صادر شد، شاکیان پیگیر اجرای حکم بودند، سرانجام روز ۱۹ مرداد ۱۳۹۸ مأموران قضایی برای اجرای حکم در محل حاضر شدند، فرمانده پادگان اجازه خواست تا با مافوقش در تهران هماهنگ کند، ظاهراً تهران اجازه این کار را به او نداد، مأموران قضایی هم صورت‌جلسه کردند و محل را ترک کردند. پس از این، درگیری بین شاکیان و نیروهای پادگان صورت گرفت و این اتفاقات رخ داد.
حسین‌نژاد، معاون سیاسی استاندار، دربارهٔ علت حادثه به ایرنا گفت طرفین از هم شکایت قضایی کرده بودند که «این دعوا[ی قضایی] بر سر زمینی بود که بخشی از آن در تصرف فرودگاه و بخش دیگر آن در تصرف شهرک قصر دریاست. در نهایت نیز دادگاه حکم به محکومیت هر دو داد و بر اساس آن، بخشی از زمین فرودگاه که در تصرف شهرک بود، باید به فرودگاه واگذار و بخشی که فرودگاه تصرف کرده بود، باید به شهرک بازگردانده می‌شد.»
سردار سیدمحمود میرفیضی، فرمانده انتظامی مازندران، هم گفت: «درگیری به علت اختلافات بر سر زمین بوده‌است.»